# La Celle-Condé
La Celle-Condé és un municipi francès, situat al departament de Cher i a la regió de Centre – Vall del Loira. L'any 2007 tenia 201 habitants.

## Demografia

### Població
El 2007 la població de fet de La Celle-Condé era de 201 persones. Hi havia 100 famílies, de les quals 40 eren unipersonals (32 homes vivint sols i 8 dones vivint soles), 36 parelles sense fills, 20 parelles amb fills i 4 famílies monoparentals amb fills.
La població ha evolucionat segons el següent gràfic:
Habitants censats

### Habitatges
El 2007 hi havia 156 habitatges, 102 eren l'habitatge principal de la família, 37 eren segones residències i 17 estaven desocupats. Tots els 155 habitatges eren cases. Dels 102 habitatges principals, 85 estaven ocupats pels seus propietaris, 15 estaven llogats i ocupats pels llogaters i 2 estaven cedits a títol gratuït; 3 tenien una cambra, 3 en tenien dues, 23 en tenien tres, 33 en tenien quatre i 40 en tenien cinc o més. 60 habitatges disposaven pel capbaix d'una plaça de pàrquing. A 53 habitatges hi havia un automòbil i a 42 n'hi havia dos o més.

### Piràmide de població
La piràmide de població per edats i sexe el 2009 era:
| Homes | Edats   | Dones |
| ----- | ------- | ----- |
| 0     | 95 o +  | 0     |
| 0     | 90 a 94 | 0     |
| 4     | 85 a 89 | 0     |
| 0     | 80 a 84 | 4     |
| 4     | 75 a 79 | 4     |
| 4     | 70 a 74 | 8     |
| 12    | 65 a 69 | 8     |
| 4     | 60 a 64 | 4     |
| 4     | 55 a 59 | 4     |
| 8     | 50 a 54 | 4     |
| 16    | 45 a 49 | 12    |
| 12    | 40 a 44 | 12    |
| 4     | 35 a 39 | 8     |
| 0     | 30 a 34 | 4     |
| 4     | 25 a 29 | 0     |
| 4     | 20 a 24 | 4     |
| 12    | 15 a 19 | 0     |
| 4     | 10 a 14 | 8     |
| 8     | 5 a 9   | 4     |
| 8     | 0 a 4   | 0     |

## Economia
El 2007 la població en edat de treballar era de 134 persones, 90 eren actives i 44 eren inactives. De les 90 persones actives 79 estaven ocupades (46 homes i 33 dones) i 12 estaven aturades (4 homes i 8 dones). De les 44 persones inactives 24 estaven jubilades, 8 estaven estudiant i 12 estaven classificades com a «altres inactius».

### Ingressos
El 2009 a La Celle-Condé hi havia 102 unitats fiscals que integraven 207 persones, la mediana anual d'ingressos fiscals per persona era de 15.398 €.

### Activitats econòmiques
Dels 6 establiments que hi havia el 2007, 1 era d'una empresa de fabricació d'altres productes industrials, 1 d'una empresa financera, 3 d'empreses immobiliàries i 1 d'una empresa classificada com a «altres activitats de serveis».
L'únic servei als particulars que hi havia el 2009 era un guixaire pintor.
L'any 2000 a La Celle-Condé hi havia 24 explotacions agrícoles que ocupaven un total de 1.469 hectàrees.

## Poblacions més properes
El següent diagrama mostra les poblacions més properes.